# Osh (província)

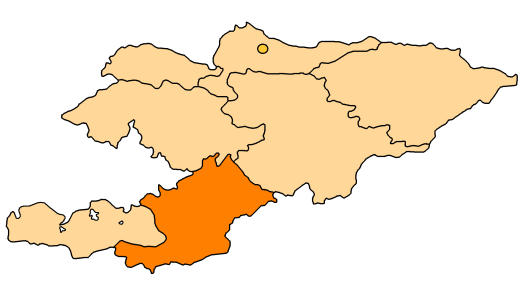
Localização da província de Osh no Quirguistão.

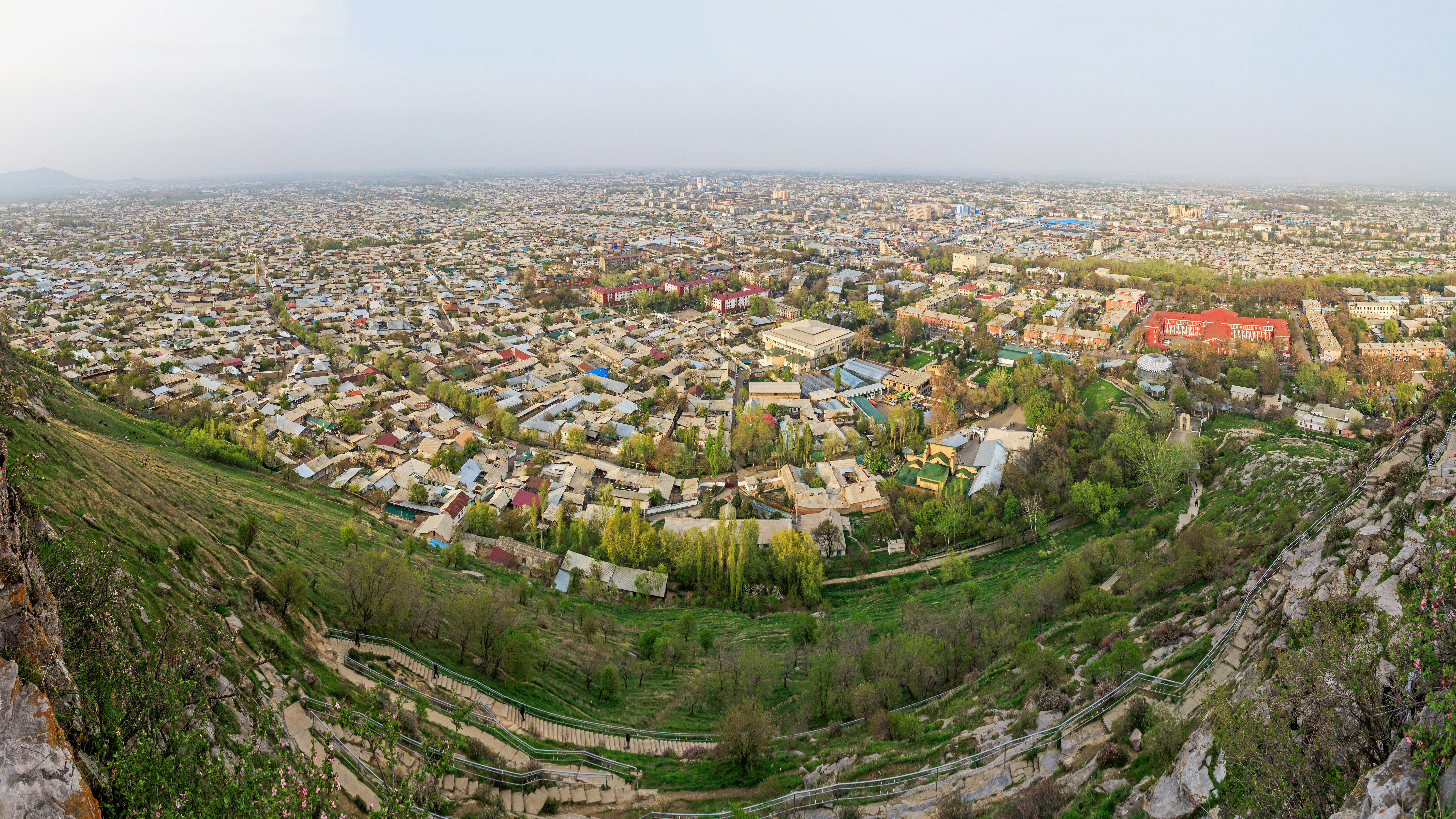
Vista aérea de Osh, a capital da província.

A província de Osh (Ош областы, quirguiz) é uma das sete províncias do Quirguistão. Possui uma área de 29.200 km² e população de 1.299.500 habitantes (2005). Sua capital é Osh.

## Distritos
A província é dividida em sete distritos (raions):
| Distrito   | Capital       |
| ---------- | ------------- |
| Alay       | Gul'cha       |
| Aravan     | Aravan        |
| Chong-Alay | Daroot-Korgon |
| Kara-Kulja | Kara-Kulja    |
| Kara-Suu   | Kara-Suu      |
| Nookat     | Eski-Nookat   |
| Uzgen      | Uzgen         |